# 潘戈阿區

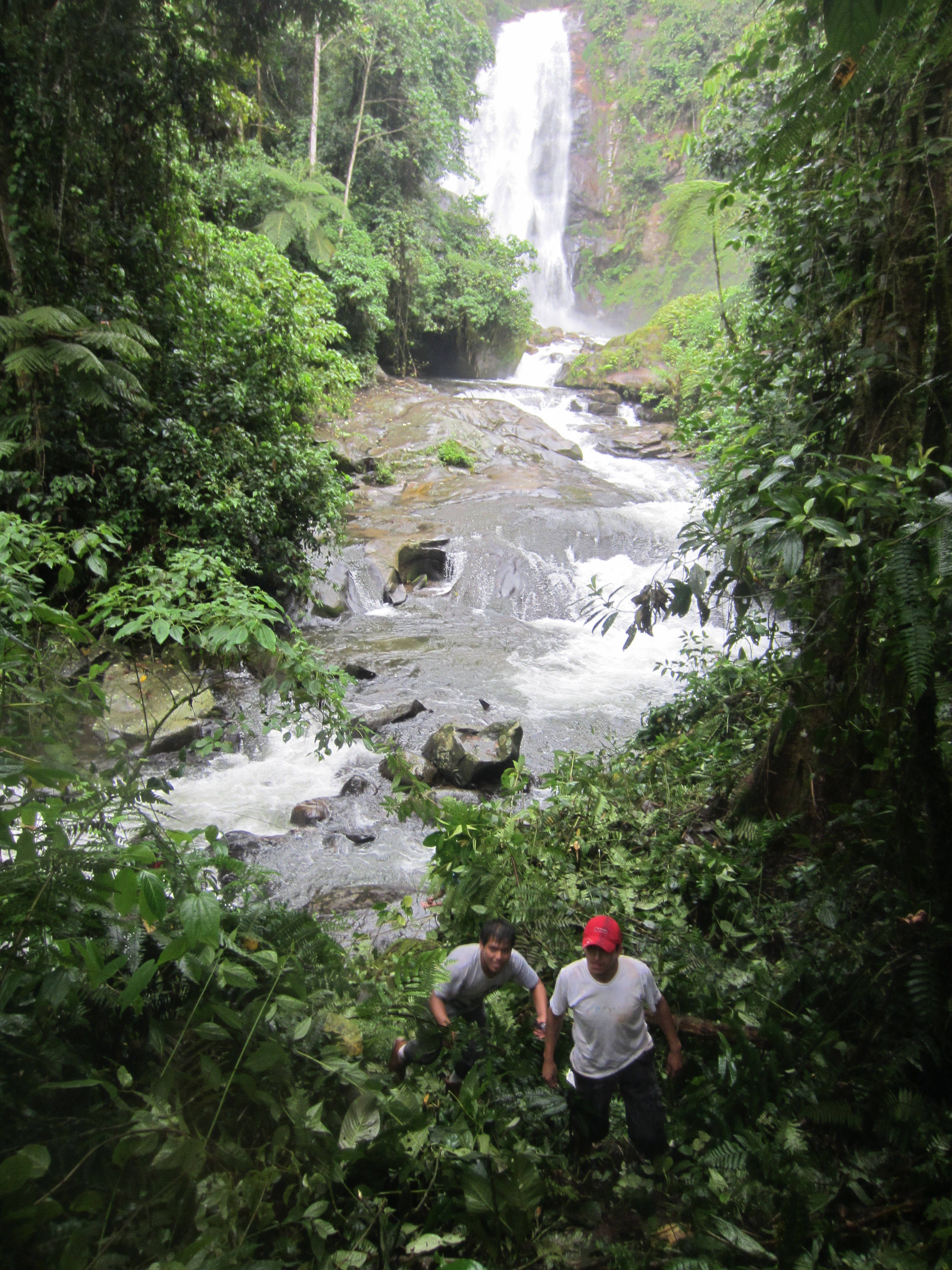

潘戈阿區（西班牙語：Distrito de Pangoa），是秘魯的一個區，位於該國中部胡寧大區的薩蒂波省，始建於1965年3月26日，面積6,197平方公里，2007年人口29,595，人口密度每平方公里4.78人。